# 184 (nombre)
« Cent quatre-vingt-quatre » redirige ici. Pour l'année, voir 184.
184 (cent quatre-vingt-quatre ou cent octante-quatre) est l'entier naturel qui suit 183 et qui précède 185.

## En mathématiques
Cent quatre-vingt-quatre est :
- La somme de quatre nombres premiers consécutifs (41 + 43 + 47 + 53).

## Dans d'autres domaines
Cent quatre-vingt-quatre est aussi :
- Années historiques : -184, 184